# Eisothistos bataviae
Eisothistos bataviae är en kräftdjursart som beskrevs av Brian Frederick Kensley och Gary C.B. Poore 1982. Eisothistos bataviae ingår i släktet Eisothistos och familjen Expanathuridae. Inga underarter finns listade i Catalogue of Life.